# Omnic
Omnic è un'azienda specializzata nello sviluppo e nella produzione di sistemi self-service per l'ottimizzazione delle consegne nella logistica, nella vendita al dettaglio e nell'e-commerce.

## Storia
Omnic è stata fondata nel 2012. In principio denominata Omnic Consulting Group, l'azienda ha cambiato nome in Omnic nel 2022. Inizialmente, l'azienda lavorava come R&S chiusa, sviluppando la sua rete di armadietti per pacchi, poi nel 2015 ha acquisito il suo primo cliente quando BNP Paribas Group ha acquistato la sua rete di armadietti. Nel 2017, Omnic ha introdotto i primi armadietti aperti per pacchi per l'università negli Stati Uniti: UC Berkeley. Ha creato OmniHub, una stazione self-service che include un armadietto, una postazione per il caffè, uno scomparto per la lavanderia a secco e distributori automatici.
Durante le vacanze di Natale del 2018, Omnic ha costruito un sistema di armadietti per pacchi con 1.182 scomparti, guadagnandosi un Guinness World Record per il sistema di armadietti per pacchi più grande al mondo. Entro il 2019, l'azienda aveva lanciato oltre 20.000 unità in tutto il mondo e introdotto il modello di business Infrastructure-as-a-Service (IaaS), assicurandosi progetti per IKEA e Rozetka. L'azienda ha ampliato il suo stabilimento di produzione, lanciando 6.000 sistemi di armadietti per pacchi per una rete aperta integrata con 30.000 negozi online e piattaforme di e-commerce con una delle più grandi aziende postali dell'Est-Europa. Nello stesso anno, Omnic ha stretto una partnership con Intel ed è stata riconosciuta come Intel Golden Partner. Nel 2020 ha lanciato una stazione per pacchi con un modulo antivirus integrato.
Nel 2022, l'azienda è uscita completamente dai paesi della CSI e ha iniziato a espandersi nei mercati dell'Unione Europea, MENA e Asia. L'azienda ha aperto uffici locali a Riga, Varsavia e Riyadh e ha avviato la produzione interna a Rustavi, in Georgia. Nel 2023, Omnic Factory è diventata off-grid grazie all'installazione di 2.500 pannelli solari. Nel 2024, Omnic ha aperto un ufficio a Milano e ha trasferito la maggior parte delle sue operazioni in Italia. L'azienda ha anche lanciato una nuova sede di produzione a Milano. Nel 2024, Omnic è diventata membro del comitato consultivo UPU.